# Zespół Beckwitha-Wiedemanna

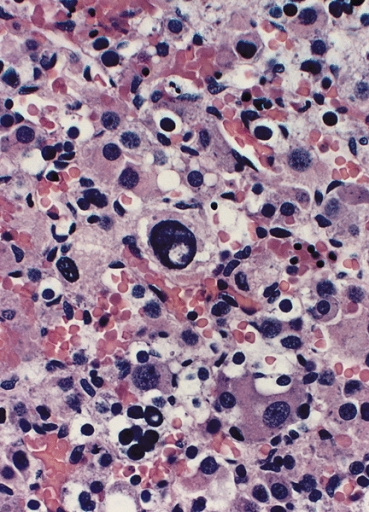
Obraz histologiczny hipertrofii kory nadnerczy u pacjenta z BWS. Widać powiększenie jąder komórkowych i ich hiperchromazję, oraz „pseudoinkluzje” (blisko środka pola widzenia). Nie stwierdzono figur mitotycznych

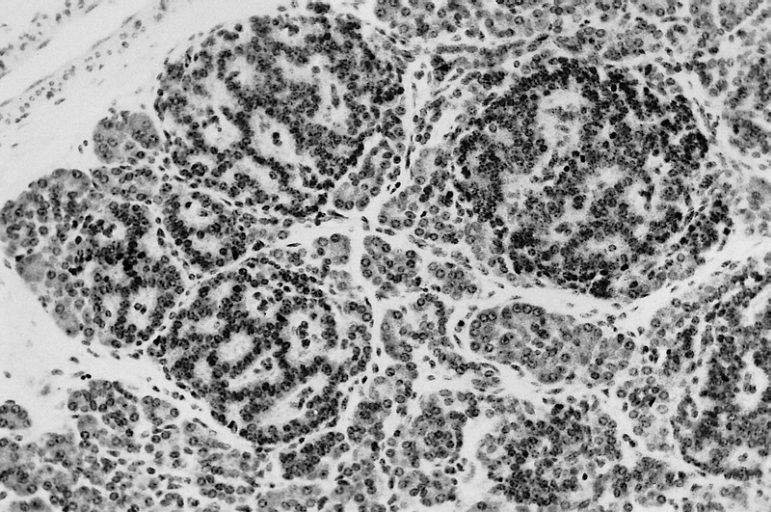
Hiperplazja wysp trzustkowych u pacjenta z BWS

Zespół Beckwitha-Wiedemanna (ang. Beckwith-Wiedemann syndrome, BWS) – rzadki, genetycznie uwarunkowany zespół wad wrodzonych, charakteryzujący się przerostem języka, przepukliną pępowinową, nadmiernym wzrostem, hipoglikemią w okresie noworodkowym. BWS należy do zespołów zwiększonej predyspozycji do nowotworów (zwłaszcza guza Wilmsa).

## Epidemiologia
Częstość BWS szacuje się na 1:13 700 żywych urodzeń.

## Etiologia
Zespół najczęściej spowodowany jest mikrodelecją w obrębie 11 chromosomu w rejonie p15.5. Mutacje genów p57 (KIP2, CDKN1C) lub NSD1 również mogą wywołać zespół Beckwitha-Wiedemanna. Mikrodelecje w rejonie metylacji H19 mogą spowodować brak imprintingu genu IGF2 i także skutkować BWS. Uważa się, że mikrodelecja obejmująca cały gen LIT1 także jest związana z patogenezą części przypadków zespołu.
U dzieci poczętych na drodze zapłodnienia in vitro (IVF) stwierdza się 3-4 razy zwiększone ryzyko rozwoju tego zespołu.
Sporadyczny BWS wywoływany jest przez:
- ojcowską jednorodzicielską disomię 11p15 (20%)
- duplikację regionu 11p15 na allelu ojcowskim (2%)
- translokację albo inwersję 11p15 na chromosomie matczynym (2%)
- mutacje somatyczne p57 (5%)
- zaburzenia epigenetyczne regionu WT2 (50%).

Rodzinnie występujący BWS wywoływany jest przez:
- mutacje germinalne p57 (40%)
- duplikacje ojcowskiego 11p15 (<1%)
- inwersje albo translokacje matczynego 11p15 (<1%).

## Objawy i przebieg
Najbardziej charakterystyczne objawy zespołu to triada:
- przepuklina pępowinowa (exomphalos) i inne wady przedniej ściany jamy brzusznej,
- makroglosja,
- gigantyzm (macrosomia) u noworodka.

W okresie noworodkowym często występuje hipoglikemia. Inne możliwe objawy to:
- splanchnomegalia (wisceromegalia)
- hipertrofia komórek kory nadnerczy
- wady układu moczowo-płciowego
- dołki i wyrośla przeduszne
- dysplazja rdzenia nadnerczy.

Zespół Beckwitha-Wiedemanna charakteryzuje się zwiększoną predyspozycją do nowotworów zarodkowych. Częstość nowotworów w BWS wynosi około 7,5%, 10% u pacjentów z hemihipertrofią. Częstsze jest występowanie: nerwiaka płodowego (neuroblastoma), guza Wilmsa (nephroblastoma), hepatoblastoma i mięsaka prążkowanokomórkowego (rhabdomyosarcoma).

## Historia
Zespół został opisany po raz pierwszy przez Hansa-Rudolfa Wiedemanna w 1964 roku, który zaproponował określenie go mianem zespołu EMG od nazw osiowych objawów zespołu (exomphalos, macroglossia, gigantism). W 1969 roku J. Bruce Beckwith z Loma Linda University opisał kolejne przypadki, wcześniej (w 1963) zaprezentowane na sympozjum pediatrów w Los Angeles. Z czasem upowszechniła się nazwa zespołu Beckwitha-Wiedemanna, honorująca obu lekarzy.